# Les Villettes
Les Villettes är en kommun i departementet Haute-Loire i regionen Auvergne-Rhône-Alpes i centrala Frankrike. Kommunen ligger i kantonen Sainte-Sigolène som tillhör arrondissementet Yssingeaux. År 2022 hade Les Villettes 1 455 invånare.

## Befolkningsutveckling
Antalet invånare i kommunen Les Villettes
| Referens: INSEE |